# المعزاب (الحيمة الداخلية)

تعديل مصدري - تعديل

المعزاب هي إحدى قرى عزلة بني السياغ بمديرية الحيمة الداخلية التابعة لمحافظة صنعاء، بلغ تعداد سكانها 807 نسمة حسب تعداد اليمن لعام 2004.